# Гидроксид гольмия(III)
Гидроксид гольмия(III) — неорганическое соединение, 
гидроксид гольмия с формулой Ho(OH)3,
не растворяется в воде.

## Получение
- При осаждении щелочью образуется аморфный осадок:

{\displaystyle {\mathsf {Ho(NO_{3})_{3}+3NaOH\ {\xrightarrow {}}\ Ho(OH)_{3}\downarrow +3NaNO_{3}}}}
- Кристаллический гидроксид можно получить гидротермальным синтезом при 300°С и давлении 100-500 атм.

## Физические свойства
Гидроксид гольмия(III) образует кристаллы.

## Химические свойства
- При нагревании происходит частичная потеря воды:

{\displaystyle {\mathsf {Ho(OH)_{3}\ {\xrightarrow {T}}\ HoO(OH)+H_{2}O}}}